# ماتياس روجاس (لاعب كرة قدم)
ماتياس روجاس (بالإسبانية: Matías Rojas)‏ (9 مايو 1989 في الأرجنتين - ) هو لاعب كرة قدم أرجنتيني في مركز الهجوم. لعب مع نادي كوبريسال.

## وصلات خارجية
- ماتياس روجاس (لاعب كرة قدم) على موقع قاعدة بيانات كرة القدم.إي يو (الإنجليزية)
- ماتياس روجاس (لاعب كرة قدم) على موقع Soccerway.com (الإنجليزية)
- ماتياس روجاس (لاعب كرة قدم) على موقع AS.com (الإسبانية)